# Carlos Megía Dávila
Carlos Megía Dávila (Parla, Madrid, España, 7 de julio de 1966) es un exárbitro de fútbol español. Desde 2017 es el delegado de campo del Real Madrid Club de Fútbol, tras el fallecimiento de Agustín Herrerín.
Su padre fue árbitro y su hermano Pablo fue un colegiado que no superó la Segunda División B, aunque llegó a ser cuarto árbitro con su hermano en algunos partidos de Primera División.

## Trayectoria
Megía Dávila comenzó a pitar en la Segunda División B de España la temporada 1992/1993. Dos años después dio el saltó a la Segunda División A y tan sólo una temporada después fue ascendido a la máxima categoría.
Arbitró su primer partido en Primera División, un Valencia-Real Valladolid, el 10 de septiembre de 1995.
En 2004 dirigió el encuentro de vuelta de la Supercopa de España entre Valencia CF y Real Zaragoza.
Aunque figuraba entre los 22 árbitros elegidos para pitar en la Primera División 2009/10, no superó las pruebas físicas preliminares, a causa de una lumbalgia.
El mismo año de su retirada, fue contratado por el Real Madrid. 

### Internacional
Su debut como internacional tuvo lugar la temporada 2003/04 en la Copa de la UEFA. En 2006 recibió la escarapela FIFA. 
A lo largo de su carrera internacional ha dirigido encuentros de la Liga de Campeones de la UEFA, Copa de la UEFA y Copa Intertoto, así como partidos de clasificación para el Mundial 2006 y la Euro 2008.

## Estadísticas
- Primera División de España: 220
- Liga de Campeones: 2
- Copa de la UEFA: 10
- Copa Intertoto: 2

## Premios
- Trofeo Guruceta (2): 2007/08, 2008/09